# نشماوية
النشماوية (الاسم العلمي: Grewieae) هي قبيلة من النباتات تتبع فصيلة الخبازية من الرتبة الخبازيات.

## أجناس النشماوية
- النشم